# Saint-Georges-du-Mesnil

Saint-Georges-du-Mesnil este o comună în departamentul Eure, Franța. În 1 ianuarie 2018 avea o populație de 148 de locuitori.